# Chalautre-la-Grande
Chalautre-la-Grande és un municipi francès, situat al departament del Sena i Marne i a la regió d'Illa de França. L'any 2007 tenia 683 habitants.
Forma part del cantó de Provins, del districte de Provins i de la Comunitat de comunes del Provinois.

## Demografia

### Població
El 2007 la població de fet de Chalautre-la-Grande era de 683 persones. Hi havia 238 famílies, de les quals 60 eren unipersonals (28 homes vivint sols i 32 dones vivint soles), 59 parelles sense fills, 107 parelles amb fills i 12 famílies monoparentals amb fills.
La població ha evolucionat segons el següent gràfic:
Habitants censats

### Habitatges
El 2007 hi havia 319 habitatges, 249 eren l'habitatge principal de la família, 42 eren segones residències i 28 estaven desocupats. 314 eren cases i 4 eren apartaments. Dels 249 habitatges principals, 198 estaven ocupats pels seus propietaris, 48 estaven llogats i ocupats pels llogaters i 2 estaven cedits a títol gratuït; 2 tenien una cambra, 6 en tenien dues, 40 en tenien tres, 75 en tenien quatre i 125 en tenien cinc o més. 179 habitatges disposaven pel capbaix d'una plaça de pàrquing. A 108 habitatges hi havia un automòbil i a 124 n'hi havia dos o més.

### Piràmide de població
La piràmide de població per edats i sexe el 2009 era:
| Homes | Edats   | Dones |
| ----- | ------- | ----- |
| 0     | 95 o +  | 0     |
| 0     | 90 a 94 | 0     |
| 0     | 85 a 89 | 0     |
| 4     | 80 a 84 | 0     |
| 16    | 75 a 79 | 12    |
| 0     | 70 a 74 | 8     |
| 0     | 65 a 69 | 12    |
| 32    | 60 a 64 | 20    |
| 4     | 55 a 59 | 4     |
| 16    | 50 a 54 | 20    |
| 12    | 45 a 49 | 12    |
| 28    | 40 a 44 | 28    |
| 28    | 35 a 39 | 24    |
| 20    | 30 a 34 | 16    |
| 28    | 25 a 29 | 32    |
| 12    | 20 a 24 | 16    |
| 20    | 15 a 19 | 8     |
| 32    | 10 a 14 | 40    |
| 36    | 5 a 9   | 28    |
| 32    | 0 a 4   | 16    |

## Economia
El 2007 la població en edat de treballar era de 432 persones, 305 eren actives i 127 eren inactives. De les 305 persones actives 284 estaven ocupades (162 homes i 122 dones) i 21 estaven aturades (6 homes i 15 dones). De les 127 persones inactives 49 estaven jubilades, 39 estaven estudiant i 39 estaven classificades com a «altres inactius».

### Ingressos
El 2009 a Chalautre-la-Grande hi havia 251 unitats fiscals que integraven 710,5 persones, la mediana anual d'ingressos fiscals per persona era de 17.343 €.

### Activitats econòmiques
Dels 12 establiments que hi havia el 2007, 1 era d'una empresa de fabricació de material elèctric, 9 d'empreses de construcció, 1 d'una empresa de comerç i reparació d'automòbils i 1 d'una empresa d'hostatgeria i restauració.
Dels 10 establiments de servei als particulars que hi havia el 2009, 3 eren paletes, 1 guixaire pintor, 2 fusteries, 2 electricistes, 1 empresa de construcció i 1 restaurant.
L'any 2000 a Chalautre-la-Grande hi havia 15 explotacions agrícoles que ocupaven un total de 1.155 hectàrees.

## Equipaments sanitaris i escolars
El 2009 hi havia una escola elemental.

## Poblacions més properes
El següent diagrama mostra les poblacions més properes.